# .arpa
 (avril 2017).
Si vous disposez d'ouvrages ou d'articles de référence ou si vous connaissez des sites web de qualité traitant du thème abordé ici, merci de compléter l'article en donnant les références utiles à sa vérifiabilité et en les liant à la section « Notes et références ».
Pour les articles homonymes, voir ARPA.
.arpa est un nom générique du domaine de premier niveau utilisé pour la gestion technique de l'infrastructure réseau d'internet.
« ARPA » est un rétro-acronyme. ARPANET était le prédécesseur d'Internet, construit par la DARPA (United States Department of Defense Advanced Research Projects Agency). Quand le système de noms de domaines a été introduit en 1985, les machines du réseau ARPANET furent converties en noms de domaines en ajoutant .arpa à la fin. Les machines des autres réseaux étaient converties en ajoutant des noms de pseudo-domaines comme .uucp ou .bitnet, quand bien même ces derniers n'ont jamais figuré dans la racine des domaines de premier niveau. Pour des raisons historiques et techniques (de re-routage d'adresses), le .arpa a été conservé (il a été envisagé de le faire migrer dans le domaine .int, mais sans suite).
En accord avec la politique actuelle d'utilisation du domaine, l'acronyme .arpa signifie à présent Address and Routing Parameter Area.

## Exemples d'application
Le domaine de premier niveau « arpa » est utilisé pour enregistrer :
- les adresses IPv4
- les adresses IPv6
- les numéros de téléphone (ENUM)

## Sous-domaines
Les sous-domaines de arpa désignent les différents services et sont créés par l'IETF en utilisant les RFC et sont entretenus par l'IANA.
La zone DNS arpa possède les sous-domaines suivants,:
| Domaine              | Service                                                                          | RFC      |
| -------------------- | -------------------------------------------------------------------------------- | -------- |
| as112.arpa           | Résolution inverse d'adresse IP non unique.                                      | RFC 7535 |
| e164.arpa            | Correspondance entre numéro E.164 et URIs internet                               | RFC 6116 |
| home.arpa            | Réseau maison                                                                    | RFC 8375 |
| in-addr.arpa         | Correspondance entre adresse IPv4 et nom de domaine                              | RFC 1035 |
| ip6.arpa             | Correspondance entre adresse IPv6 et nom de domaine                              | RFC 3152 |
| in-addr-servers.arpa | Domaines des serveurs DNS faisant autorité pour la recherche inversée de domaine | RFC 5855 |
| ip6-servers.arpa     | Domaines des serveurs DNS faisant autorité pour la recherche inversée de domaine | RFC 5855 |
| ipv4only.arpa        | Détection de disponibilité DNS64, détection de préfixe IPv6                      | RFC 7050 |
| iris.arpa            | Services d'informations de registre Internet de localisation                     | RFC 4698 |
| uri.arpa             | Résolution d'URIs et URNs, utilisant Dynamic Delegation Discovery System         | RFC 3405 |
| urn.arpa             | Résolution d'URIs et URNs, utilisant Dynamic Delegation Discovery System         | RFC 3405 |